# Just in sequence
Just in sequence (JIS) je logistický proces, nejvyšší forma just in time, kterou řídí pokročilé informační systémy. Dodavatel zásobuje odběratele svými produkty přímo k montážní lince v přesně stanoveném pořadí, čase a množství, které je v danou chvíli potřeba. Metoda se používá zejména pro komponenty velkých rozměrů, které jsou náročné na skladování, a pro produkty, které mají velký počet variant. Například v automobilovém průmyslu se takto dodávají nárazníky, střední konzole a kabelové svazky. S rozšiřováním této metody se začíná využívat i v dodávkách na velké vzdálenosti či pro komponenty s malým počtem variant. Využívá se zejména v tažném systému výroby. Jde o štíhlou výrobu, kdy tok zásob od dodavatele je synchronizován s výrobním taktem zákazníka.
Mezi výhody metody JIS patří efektivita provozu, snížení skladovacích nákladů, množství kapitálu vázaného v zásobách a omezení manipulace. Metoda minimalizuje chyby, poškození komponent a není třeba zastavovat linku. Mezi nevýhody se řadí riziko výskytu krizových situací.